# Gebroeders Van der Aa
De broers Huibert Cornelis van der Aa (Oosterhout, 2 juni 1828 - aldaar, 23 december 1897) en Johannes van der Aa (Oosterhout, 1824 - aldaar, 14 maart 1860) waren Nederlandse orgelbouwers.
Huibert en Johannes waren zoons van schrijnwerker Adriaan van der Aa en Anna Maria van Hassel. Huibert was werkzaam bij de orgelmaker J.J. Vollebregt rond 1850-1852. Hij vestigde zich in 1856 in zijn geboorteplaats als zelfstandig schrijnwerker, piano- en orgelmaker. Huibert was medeondertekenaar van het bouwcontract van het orgel te Breda in de Rooms-katholieke Kruis- of St. Catharinakerk.  Hij bouwde samen met zijn broer Johannes in 1859 een nieuw orgel voor het seminarie Bovendonk in Hoeven. Johannes overleed een jaar later, op 36-jarige leeftijd. Als knecht was A. Derksen van Angeren enige tijd bij Huibert werkzaam.

## Werkzaamheden zijn
- 1859 Hoeven, seminarie Bovendonk, nieuwbouw (Gebr. J. en L. van der Aa)
- 1870 – 1890 Breda, Rooms-katholieke St. Antoniuskerk, onderhoud.
- 1870 – 1890 Breda, Rooms-katholieke St. Mariakerk, onderhoud.
- 1872 – 1897 Teteringen, Rooms-Katholieke Kerk, onderhoud.
- 1878 Oosterhout, Nederlands Hervormde Kerk, herstel windvoorziening.
- 1879 Teteringen, Rooms-katholieke St. Willibrorduskerk, reparatie.